# Escritura eskayana

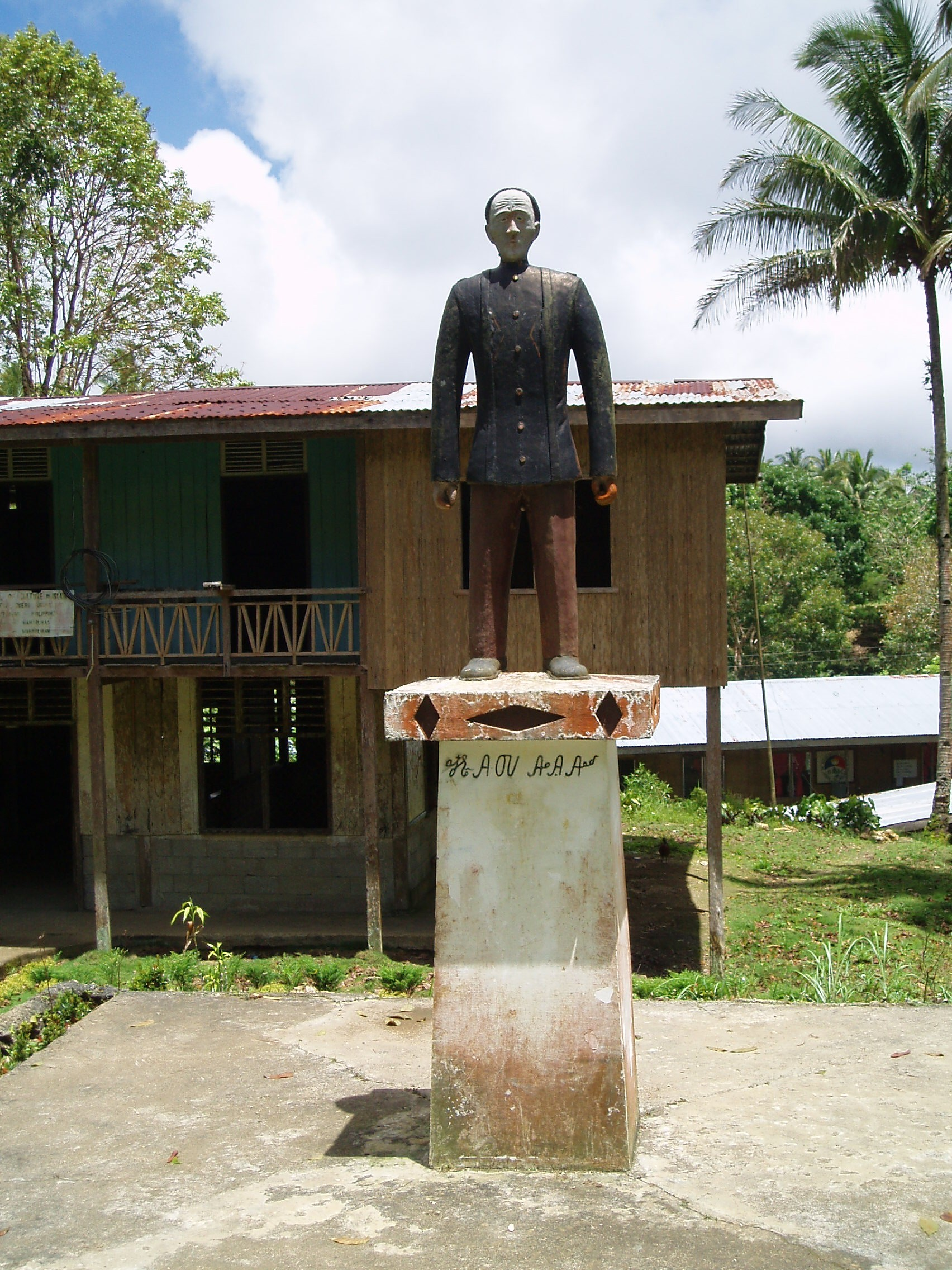
Estatua de Mariano Datahan, con texto en alfabeto eskayano.

La escritura eskayana es un sistema de escritura diseñado para la lengua eskayana, hablada en la isla de Bohol en las Filipinas. Al igual que la escritura yugtun y la kikapú, está basada en  alfabeto latino en cursiva. 
La escritura eskayana se desarrolló entre 1920 y 1940. «A pesar de que esta escritura se usa para representar una lengua bisaya, el cebuano, lengua ampliamente utilizada de el sur de Filipinas. Su función es la reproducción escrita de una lengua utópica construida, que la llaman eskayana o bisayana».
En escritura romana, el trígrafo ⟨chd⟩ representa el sonido /d͡ʒ/.
El total del silabario eskayano o simplit, comprende aproximadamente 1,065 caracteres.